# Горнее место
В иудаизме — см. Бама.
Го́рнее ме́сто (греч. ἡ ἄνω καθέδρα — верхняя (горняя) кафедра) — часть православного храма, располагается у центральной части восточной стены алтаря прямо против престола. Горнее место имеет древнее происхождение. В катакомбных криптах и капеллах на этом месте устраивалась кафедра (седалище) для епископа.

## Происхождение названия
Своё название горнее место получило от святого Иоанна Златоуста, назвавшего его в тексте литургии — «Горний престол». Горний по-славянски значит вышний, возвышенный. В древности горнее место называлось иногда «сопрестолием» — совокупностью престолов-седалищ.

## Символическое значение
С древнейших времён, особенно в больших соборах, горнее место устраивается в точном соответствии с видением Иоанна Богослова (он увидел престол, сидящего на престоле Господа Вседержителя, а возле него 24 восседавших старца царей и священников Бога — Откр. 4:4).
Центральная часть восточной стены алтаря располагалась в полукруглой нише апсиды, которую обрамляли седалища для епископов и священников: при этом задние ряды возвышались над передними — как в амфитеатре. На самом верху водружалась кафедра (трон) для патриарха (Горний престол), а ниже, по его сторонам, устраивался синтрон — скамьи или сидения для священников. Известно, что Иоанна Златоуста критиковали, среди прочего, за то, что он во время своих знаменитых проповедей находился не как обычно на Горнем месте (куда из-за болезней ему было тяжело взбираться), а на амвоне, находящемся почти посреди храма (это было возвышенное место чтеца), откуда он вещал продолжительное время, не напрягая свой уже слабеющий голос.

## Горнее место в богослужении
В Православной церкви во время архиерейских богослужений в уставных случаях, в частности при чтении Апостола за литургией, епископ восседает на седалище, а сослужащее ему духовенство располагается соответственно по сторонам. Таким расположением епископ изображает собою Христа Вседержителя, а духовенство — апостолов или тех старцев-священников, которых видел Иоанн Богослов. Чтение Евангелия епископ, находящийся на горнем месте, и священники слушают уже стоя.
Горнее место является обозначением таинственного присутствия Бога и сослужащих ему. Поэтому этому месту всегда воздают подобающие почести, даже если оно, как это часто бывает в приходских храмах, и не оформлено возвышением с седалищем для епископа. В таких случаях признаётся обязательным лишь наличие светильника на этом месте: лампады, или высокого подсвечника, или того и другого вместе. При освящении храма, после того как освящён престол, епископ своей рукой должен возжечь и водрузить светильник на горнем месте. Миропомазание освящаемого храма начинается с престола со стороны горнего места, на стене которого миром начертывается крест.